# Djelgodji
Pour les articles homonymes, voir Soum.
Djelgodji, anciennement nommée Soum, est l'une des 47 provinces du Burkina Faso. Elle fait partie de la région Soum à la suite du réaménagement administratif du 2 juillet 2025. Son chef-lieu est Djibo.

## Géographie

### Démographie
- En 1985, la province comptait 186 812 habitants recensés (15,28 hab/km2)[2],[3].
- En 1996, la province comptait 252 993 habitants recensés (20,70 hab/km2)[2].
- En 1997, la province comptait 253 867 habitants estimés (20,77 hab/km2).
- En 2006, la province comptait 348 341 habitants recensés (28,50 hab/km2)[2],[4].
- En 2019, la province comptait 363 633 habitants recensés (29,75 hab/km2)[1].

## Histoire
La région a été conquise au XVIIe siècle par les Peuls, qui sont encore aujourd'hui majoritaires dans la province. Trois chefferies coutumières peules y détiennent le pouvoir.
La province est depuis 2015 l'un des cadres de l'insurrection djihadiste au Burkina Faso. La gendarmerie d'Inata, dans l'ouest de la province, a été attaquée deux fois par des djihadistes, en octobre 2018 et en novembre 2021.
Jusqu’à la réforme territoriale du 2 juillet 2025, la province porte le nom de Soum. À l’issue de cette réorganisation, elle prend officiellement le nom de Djelgodji.

## Administration

### Chef-lieu et haut-commissariat
- Chef-lieu : Djibo.

### Départements

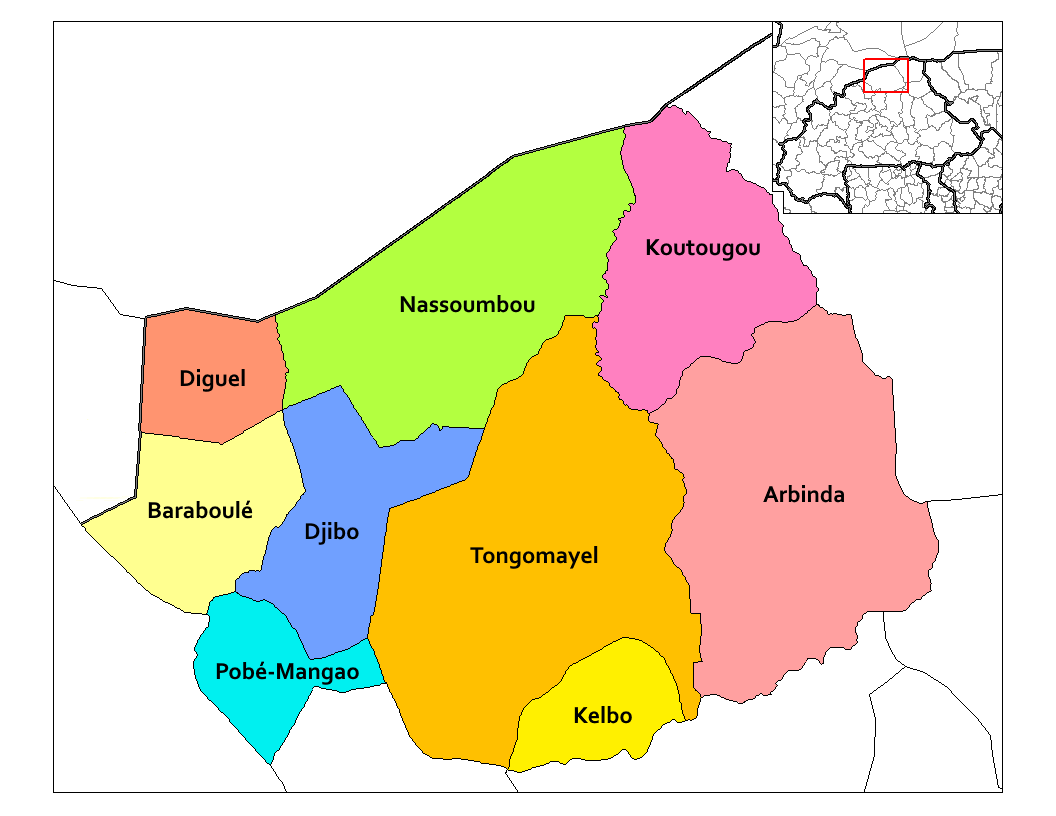
Localisation des neuf départements ou communes de la province du Soum, formant également le district sanitaire de Djibo.

La province du Soum est administrativement composée de neuf départements, dont une commune urbaine :
- Djibo (siège du chef-lieu de la province),

et huit communes rurales :
- Arbinda
- Baraboulé
- Diguel
- Kelbo
- Koutougou
- Nassoumbou
- Pobé-Mengao
- Tongomayel